# Горелов, Игорь Владимирович
Игорь Владимирович Горелов — российский учёный в области экспериментальной физики высоких энергий, автор более 1300 статей, многие из которых имеют высокую цитируемость (индекс Хирша на 17.03.2025 — 143, третье место среди российских учёных ).
Старший научный сотрудник по специальности экспериментальная физика высоких энергий с 3 февраля 1992 г.
Образование:
- Окончил физический факультет Московского университета (1980 г., кафедра физики высоких энергий);
- 1991 год: Кандидат физико-математических наук:

- "Рождение очарованных барионов в е+е-— аннигиляции при энергии 10.5 ГэВ в системе центра масс", диссертация на звание кандидата физико-математических наук : 01.04.16. — Москва, 1991. — 117 с. : ил.

- работа выполнена в эксперименте ARGUS, национальная лаборатория DESY (г. Гамбург, ФРГ), на основе данных, набранных  детектором ARGUS на е+е-—   коллайдере DORIS II, национальная лаборатория DESY.

Профессиональная активность:
- 1980—1985 гг.: младший научный сотрудник НИИ ядерной физики имени Д. В. Скобельцына МГУ;

- эксперименты NA22, NA23,  ЦЕРН: система обработки фильмовой информации с пузырьковой камеры RCBC; анализ данных.

- 1985—2015 гг.: научный сотрудник, с февраля 1992 г. старший научный сотрудник ИТЭФ (ITEP), Москва;

- 1985—1992 гг.: международный эксперимент ARGUS, е+е- - коллайдер DORIS II, национальная лаборатория DESY, ФРГ:

- исследования по спектроскопии и распадам  очарованных барионов Λ
c, Σ
c, Ξ
c.

- 1992—1998 гг.: международный эксперимент H1, е+p - коллайдер HERA, национальная лаборатория DESY, ФРГ:

- разработка, построение и работа заднего калориметра H1 SpaCal, детектора, использующего сцинтилляционные волокна и пластины из свинца (Pb) в качестве активной среды и поглотителя, соответственно,
- измерение структурной функции протона F2(x,Q2), на основе данных полученных с калориметра H1 SpaCal.

- с 5 октября 2015 г. старший научный сотрудник Лаборатории тяжёлых кварков и редких распадов, Отдел экспериментальной физики высоких энергий, НИИЯФ МГУ (SINP);

- занимается исследованиями в  эксперименте LHCb, Большой Адронный Коллайдер (LHC), ЦЕРН (CERN), Швейцария:

- спектроскопия и распады  тяжелых очарованных (чарм, c-) и прелестных (боттом, b-) барионов, анализ экспериментальных данных.

- 1999—2018 гг. работа в Университете Нью-Мексико (Альбукерке, штат Нью-Мексико, США), Факультет физики и астрономии [4]:

- постдок (1999), научный сотрудник (2001), ассистент профессор-исследователь (2002), ассоциированный профессор-исследователь (2005), профессор-исследователь (2008), адъюнкт профессор (2015-2018).
- занимался исследованиями в области экспериментальной физики высоких энергий в крупных международных экспериментах:

-  детектор CDF, работавший на коллайдере  Тэватрон,   Национальная ускорительная лаборатория Фермилаб, штат Иллинойс, США: спектроскопия тяжелых b- барионов, а именно Λ
b,  Σb ,  Ξb  и физический анализ экспериментальных данных набранных  детектором CDF,
-  детектор ATLAS ,  Большой Адронный Коллайдер (LHC), ЦЕРН (CERN), Швейцария: участие в исследовании и построении вершинного полупроводникового пиксельного детектора ; разработка и построение системы мониторинга радиационного повреждения пиксельных сенсоров на основе измерений токов утечки в реальном времени (online), анализ измерений.

Публикации и доклады на конференциях и семинарах:
- На март 2025 года автор 1572 статей, 34 докладов на международных конференциях и семинарах в ведущих национальных лабораториях и университетах, 1 НИР.